# Erpocotyle grisea
Erpocotyle grisea är en plattmaskart. Erpocotyle grisea ingår i släktet Erpocotyle och familjen Hexabothriidae. Inga underarter finns listade i Catalogue of Life.